# ICE Futures U.S.
Die ICE Futures U.S., früher New York Board of Trade (NYBOT), ist eine Terminbörse für Rohstoff-Futures in New York.

## Geschichte
1998 begann die Verschmelzung der 1870 gegründeten „New York Cotton Exchange“ (NYCE) und der 1882 gegründeten „Coffee, Sugar and Cocoa Exchange“ (CSCE) zum „New York Board of Trade“ (NYBOT). Am 10. Juni 2004 war die Fusion abgeschlossen.
Die NYCE begann 1870 mit dem Handel von Baumwoll-Futures und erweiterte 1966 ihr Angebot um Futures auf gefrorenes Orangensaftkonzentrat. Die CSCE entwickelte sich durch die Etablierung der „Coffee Exchange of the New York City“ 1882, die Erweiterung ihrer Produktpalette um Zucker-Kontrakte 1914 und den Zusammenschluss mit der 1925 gegründeten „New York Cocoa Exchange“.
Durch die Terroranschläge am 11. September 2001 wurde die Hauptverwaltung des NYBOT im World Trade Center zerstört. Am 26. Februar 2003 verlegte die Börse ihren Hauptsitz in das Gebäude der New York Mercantile Exchange im Brookfield Place.
Am 14. September 2006 kündigte die Intercontinental Exchange (ICE), eine US-amerikanische Börse, die hauptsächlich den Handel von elektrischer Energie, Erdöl, Erdgas und Emissionen von Schwefeloxiden (SOx) und Stickoxiden (NOx) betreibt, die Übernahme des NYBOT an. Die Offerte beinhaltete eine Barzahlung von 400 Millionen US-Dollar sowie die Übertragung von 10,297 Millionen ICE-Aktien. Das Angebot bewertete NYBOT mit rund einer Milliarde US-Dollar.
Am 12. Januar 2007 war der Kauf abgeschlossen. Am 3. September 2007 erhielt die Börse den Namen „ICE Futures U.S.“.